# Егон Ериксон
Егон Р. Ериксон (Гетеборг, 4. јул 1888 — Бронкс, 3. јануар 1973) је бивши амерички атлетичар, члан Ирског америчког атлетског клуба. Такмичио се у скоку увис.
Ериксон је учествова на Олимпијским играма 1912. у Стокхолму. Завршио је скок од 1,87 м делећи четвртом место са Џимом Торпом. Освојио је ААУ (Аматерска атлетска Унија) титулу 1909. године (на отвореном) и 1912. године (затвореним) а као трећи завршио 1913. и 1916. године